# Olhão (municípium)
Olhão (portugál kiejtéssel:: [oˈʎɐ̃w]), vagy más néven Olhão da Restauração város és kistérség méretű közigazgatási egység Algarve régióban, Faro (kerület)ben, Portugália déli részén. Közvetlenül Faro mellett helyezkedik el, amely Algarve régió közigazgatási központja. A település elsősorban halászkikötőjéről és az itt készített konzervált halételekről nevezetes, amelyeket a Conserveira do Sul konzervgyárban gyártanak. Faro, Olhão, Loulé és Tavira egy városösszefonódást képeznek Faro városával a középpontban. Olhão városának neve a vízforrásából ered, melyet a helyiek a "víz szemének" hívnak, ezért Olhão helyi nyelven annyit tesz: nagy szem.
Olhão város közigazgatási területe 130,9 négyzetkilométer, melyen 42272 fő él. Ebből a város lakossága mintegy 31000 főt tesz ki. A várost délről az Atlanti-óceán, nyugatról Faro, északról Tavira, északkeletről  São Brás de Alportel határolja.

## Települései
- Fuseta
- Moncarapacho
- Olhão
- Pechão
- Quelfes

## Galéria

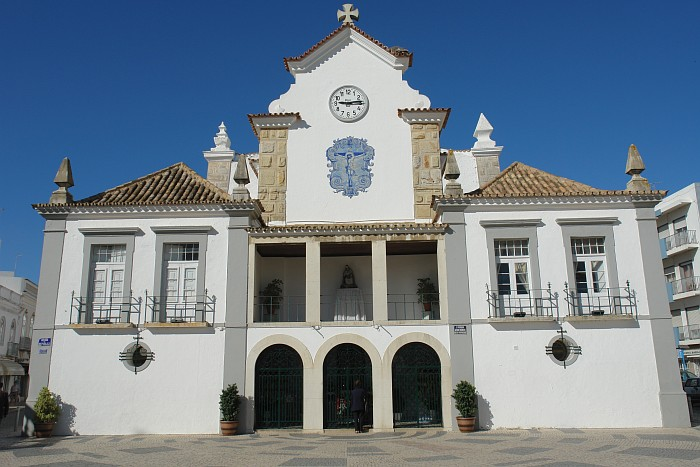
Olhão temploma
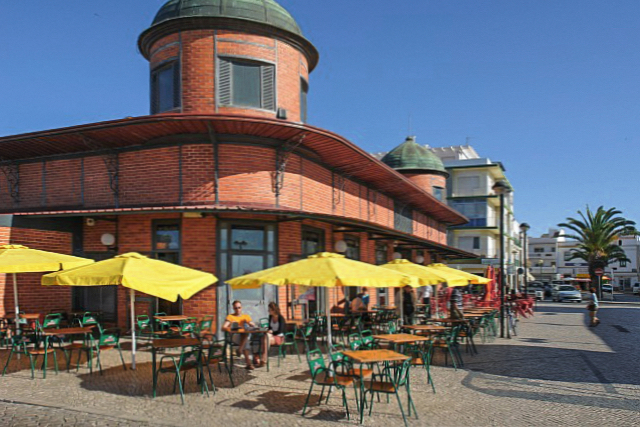
A helyi piac
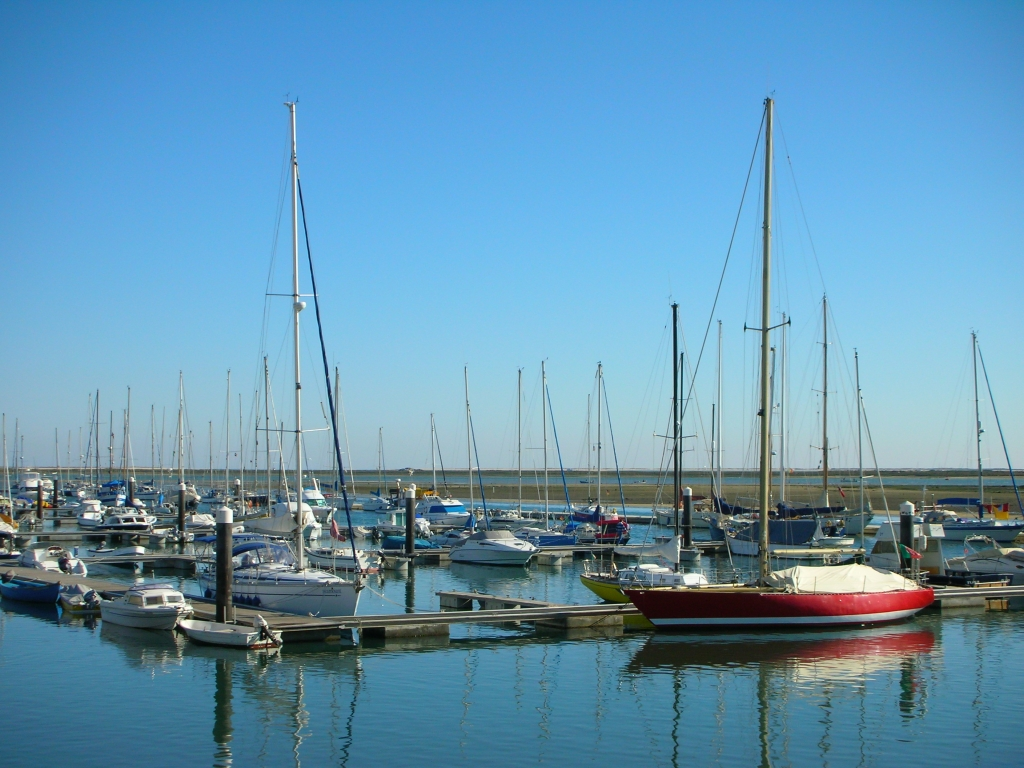
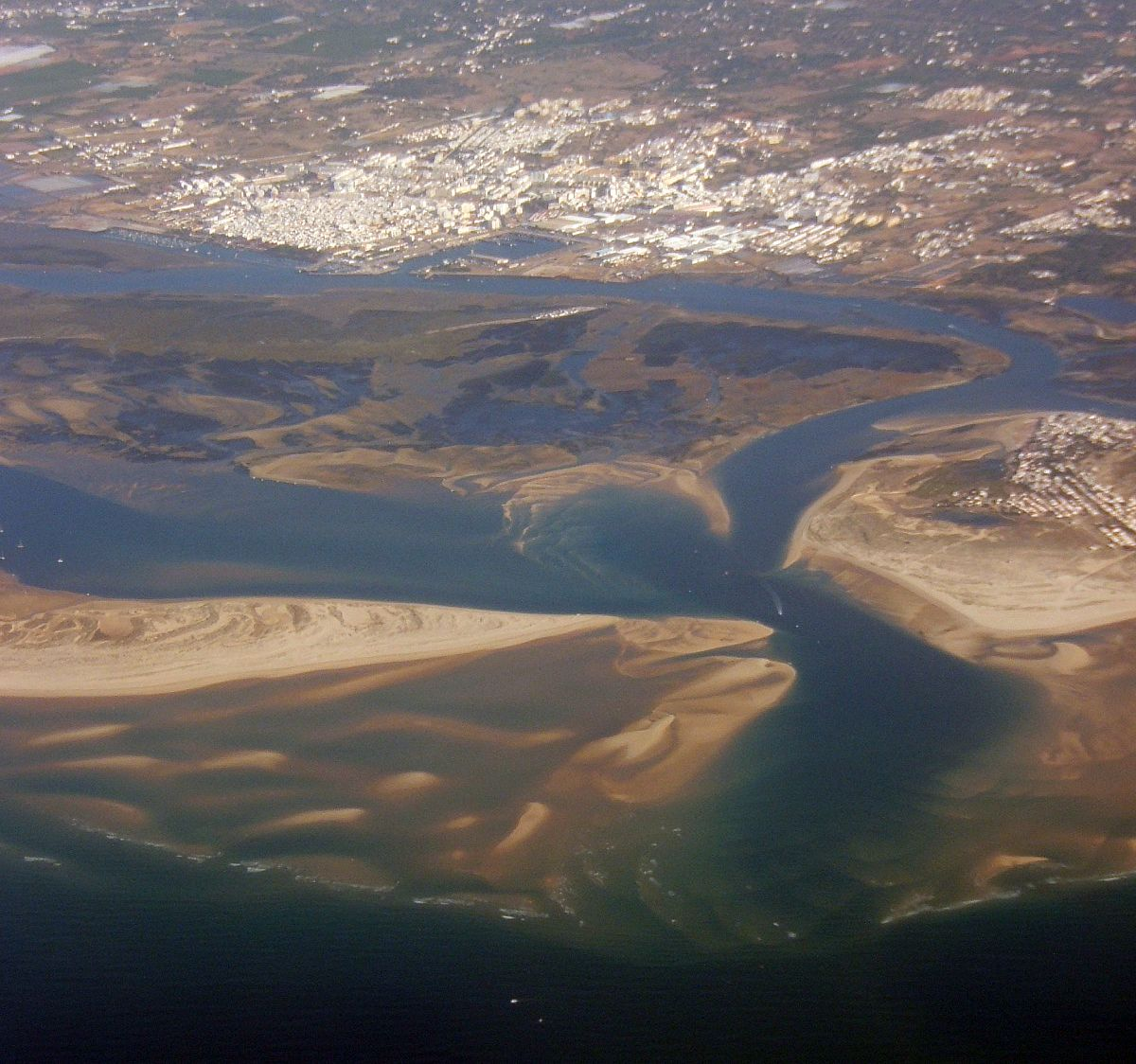
Olhão légifotója

## Fordítás
- Ez a szócikk részben vagy egészben  az   Olhão municipality című angol Wikipédia-szócikk ezen változatának fordításán alapul.  Az eredeti cikk szerkesztőit annak laptörténete sorolja fel. Ez a jelzés csupán a megfogalmazás eredetét és a szerzői jogokat jelzi, nem szolgál a cikkben szereplő információk forrásmegjelöléseként.

1. ↑  http://mapas.ine.pt/download/index2011.phtml. National Institute of Statistics. (Hozzáférés: 2018. szeptember 19.)